# Démons 2
Pour les articles homonymes, voir Démon.
Série
Démons
(1985) Sanctuaire
(1989)
Pour plus de détails, voir Fiche technique et Distribution.
Démons 2 (Dèmoni 2... L'incubo ritorna) est un film italien d'épouvante fantastique réalisé par Lamberto Bava, produit par Dario Argento et sorti en 1986. Il s'agit d'une suite du film Démons de Bava, réalisé en 1985, avec David Knight, Nancy Brilli, Coralina Cataldi Tassoni, ainsi que la plus jeune fille d'Argento, Asia Argento, qui son premier rôle au cinéma à l'âge de 10 ans. Dans ce film, des démons envahissent le monde réel par le biais d'une émission de télévision, transformant les habitants d'un immeuble en monstres assoiffés de sang.
Le tournage de Démons 2 a commencé en mai 1986, sept mois après la sortie du premier film. Le tournage a eu lieu à Hambourg, en Allemagne de l'Ouest, et à Rome. Démons 2 est sorti en salles en Italie la même année, distribué par Titanus. Après la sortie de Démons 2, le développement d'un troisième film sur les démons a commencé. Le projet suivant est finalement devenu Sanctuaire (1989), réalisé par Michele Soavi.

## Synopsis
Plusieurs résidents d'un immeuble d'habitation regardent un film diffusé à la télévision. L'histoire du film suit plusieurs adolescents qui s'introduisent dans une ville déserte et fortifiée à la suite de l'épidémie de démons du premier film. Trouvant le cadavre du démon, l'un des adolescents le ranime accidentellement lorsque du sang s'écoule d'une égratignure et tombe dans la bouche du démon.
Dans la réalité, une jeune femme nommée Sally fête son anniversaire avec ses amis. Lorsque l'une de ses amies reçoit un appel d'un garçon nommé Jacob et invite ce dernier à la fête, elle entre dans une rage folle, criant qu'elle ne veut pas voir Jacob et exige que tout le monde s'en aille. Alors qu'elle s'enferme dans sa chambre, elle regarde une partie du film à la télévision. Soudain, le démon qui apparaît à la télévision la regarde à travers le téléviseur. Le démon passe à travers la télévision et l'attaque. Elle ne peut pas s'échapper, car ses amis ont fermé la porte à clef pour pouvoir préparer son gâteau d'anniversaire en secret.
Alors que ses amis lui présentent son gâteau, Sally se transforme en démon et les attaque, les transformant tous en monstres assoiffés de sang, à l'exception de deux d'entre eux. La bile des créatures s'infiltre dans l'immeuble, brûlant le plafond et d'autres appartements, et court-circuitant le système électrique. Dans un appartement, un chien lèche la bile et se transforme en une bête vicieuse qui attaque et tue son maître. Dans un autre appartement, un jeune garçon laissé seul par ses parents évite Sally et ses amis démons déchaînés, mais il est empoisonné par la bile et devient un monstre.
Le garçon démoniaque attaque Hannah, une femme enceinte qui attend le retour de son mari. Elle tue le garçon démon, mais un démon volant plus petit jaillit de son corps pour la terroriser davantage. Son mari, George, est resté coincé dans l'ascenseur avec une autre femme. Alors qu'ils s'échappent par une trappe de service, un agent de sécurité qui s'est transformé en démon après avoir été griffé au visage par Sally surgit par la porte de l'ascenseur et infecte la femme. Elle poursuit George à travers le plafond de la cabine de l'ascenseur. En grimpant sur les câbles de suspension au-dessus de la cabine, il repousse le démon d'un coup de pied avant d'entrer dans son appartement et celui d'Hannah à temps pour tuer le démon volant à l'aide d'un parapluie.
Pendant ce temps, un groupe de culturistes mené par un professeur de gym nommé Hank s'est barricadé dans le parking souterrain de l'immeuble, ainsi qu'un groupe de locataires. Incapables d'enfoncer les portes du garage, ils se défendent contre les démons avec des fusils de chasse et des armes de fortune, comme des cocktails Molotov. Les démons finissent par forcer l'entrée. Bien qu'ils soient plus nombreux que les démons, les personnes non infectées finissent par soit se transformer en démons, soit mourir.
Les infectés commencent à remonter dans le bâtiment. George provoque une fuite dans les conduites de gaz qui tue tous les infectés, à l'exception de Sally, dans une explosion. Hannah et George entrent dans l'appartement de Sally et trouvent les deux fêtards cachés. Les quatre se rendent sur le toit mais sont arrêtés par Sally. Elle infecte les deux fêtards, mais George les élimine. George et Hannah descendent sur le toit d'un immeuble adjacent, combattant et blessant Sally au passage. Dans le bâtiment voisin, qui est un studio de télévision, Hannah donne naissance à l'enfant du couple. Sally, aveuglée, apparaît et s'effondre, apparemment morte. Cependant, une image de Sally apparaît sur plusieurs écrans de télévision, courant vers les téléspectateurs et essayant vraisemblablement de les attaquer à travers la télévision, comme Sally elle-même a été attaquée à l'origine. George brise les écrans et Hannah et lui sortent avec leur nouveau-né.

## Fiche technique
- Titre français : Démons 2[1],[2]
- Titre original : Dèmoni 2... L'incubo ritorna[3]
- Réalisation : Lamberto Bava
- Scénario : Dardano Sacchetti, Dario Argento, Lamberto Bava et Franco Ferrini
- Photographie : Gianlorenzo Battaglia
- Montage : Piero Bozza, Franco Fraticelli
- Musique : Simon Boswell
- Décors : Davide Bassan
- Costumes : Nicola Trussardi
- Production : Dario Argento et Ferdinando Caputo
- Société de production : DAC Film
- Pays de production :  Italie
- Langue originale : italien
- Format : Couleurs par Eastmancolor - 1,66:1 - Son Dolby - 35 mm
- Genre : Épouvante fantastique
- Durée : 91 minutes
- Dates de sortie : 
  - Italie : 9 octobre 1986
  - France : 25 mars 1987
- Interdit aux moins de 12 ans

## Distribution
- Nancy Brilli (VF : Anne Rondeleux) : Hannah
- Coralina Cataldi Tassoni : Sally
- David Knight (VF : Vincent Violette) : George
- Bobby Rhodes (it) : Hank, le professeur de gym
- Asia Argento : Ingrid
- Virginia Bryant : Mary, la prostituée
- Anita Bartolucci (it) : femme avec un chien
- Antonio Cantafora : le père d'Ingrid
- Luisa Passega : Helga, la mère d'Ingrid
- Davide Marotta (it) : le démon Tommy Tommy démon
- Marco Vivio (it) : Tommy
- Michele Mirabella : Le client de Mary
- Lorenzo Gioielli (it) : Jake
- Lino Salemme : garde
- Maria Chiara Sasso : Ulla
- Dario Casalini (it) : Danny
- Andrea Garinei : invité à la fête qui attend Jacob
- Luca De Nardo : invité à la fête
- Angela Frondaroli : Susan
- Caroline Christina Lund : Jennifer
- Karen Gennaro : culturiste
- Marina Loi : Kate

## Production
Après le succès commercial de Démons en Italie, le développement d'une suite a très vite commencé. Le scénario du film a pris plusieurs mois et, selon le réalisateur Lamberto Bava, Sergio Stivaletti a participé à certaines séances d'écriture. Le tournage de Démons 2 débute le 19 mai 1986, sept mois seulement après la sortie du premier film. L'acteur Bobby Rhodes (it) est rappelé pour jouer le rôle de Hank, un entraîneur de gymnastique. Le film est tourné à Hambourg et aux studios Incir De Paolis à Rome.
Selon Bava, Argento n'a pas interféré dans son tournage, déclarant que « Dario, comme peu de gens, est de ceux qui vous persuadent de donner le meilleur de vous-même... et je dois dire qu'en même temps, il a pleinement respecté mon rôle de réalisateur ». Argento s'est rendu régulièrement sur le plateau de tournage, mais n'a jamais donné d'indications sur le film.
Bava et Argento ont volontairement atténué les scènes violentes du film afin de n'avoir que l'interdiction aux moins de 14 ans en Italie et d'ainsi pouvoir attirer les adolescents dans les salles.

### Musique
La bande originale de Démons 2 a été confiée au compositeur Simon Boswell, qui avait déjà composé une partie de la musique de Phenomena. Les autres morceaux du film ont cependant été créés par des artistes et des groupes de new wave, contrairement au premier film, qui comprenait principalement des chansons de heavy metal.
Pour la bande originale de cette suite, outre Peter Murphy et le groupe de musique australo-irlandais Dead Can Dance, on a surtout fait appel à des groupes dark wave britanniques comme The Smiths, The Cult, Art of Noise, contrairement aux groupes de métal du précédent opus.
- The Smiths - Panic
- Gene Loves Jezebel - Heartache
- The Cult - (Here Comes The) Rain
- Fields of the Nephilim - Power
- Art of Noise - Backbeat
- Peter Murphy - Blue Heart
- Dead Can Dance - De Profundis
- Love and Rockets - Kundalini Express
- Pierce Turner - How It Shone
- Caduta Massi - Blood and Flame
- The Producers - Live in TV

Voici la liste des pistes de la musique originale de Simon Boswell :
1. Demonica (2:08)
2. Demon's Groove (4:35)
3. Videomix (4:38)
4. Close Up (2:58)
5. I'll Be Right Back (Welcome to the world of Demons) (3:35)
6. Living Nightmare (5:13)

## Exploitation
Démons 2 a été distribué en salles en Italie par Titanus le 9 octobre 1986. Le film a rapporté un total de 1 105 944 000 lires italiennes en Italie. Il sort en France le 25 mars 1987. Il sort aux États-Unis le 13 février 1987 et au Royaume-Uni le 18 septembre. Il est sorti en Allemagne de l'Ouest le 9 juillet 1987 sous le titre Dämonen.

## Suite
Dans une interview réalisée le 22 janvier 1988, les réalisateurs Bava et Argento discutent d'une suite à Démons 2. En travaillant sur le film suivant, Argento déclarae qu'il ne s'appellera pas Démons 3, mais potentiellement Ritorno alla casa dei demoni (litt. « Retour à la maison des démons »). Le troisième film Démons avait une histoire développée par Franco Ferrini et Dardano Sacchetti qui impliquait un avion qui devait faire un atterrissage d'urgence et qui se retrouvait sur une île avec un volcan, bloquant les passagers. Sacchetti a expliqué qu'il s'agissait pour eux d'arriver dans un « enfer bizarre » et a comparé le film à Alien, le 8e passager, mais avec un avion plutôt qu'un vaisseau spatial comme lieu d'isolement et des démons remplaçant les aliens. Après avoir développé plusieurs ébauches, les scénaristes ont abandonné l'histoire, Sacchetti déclarant qu'ils avaient du mal à créer une histoire se déroulant dans une zone isolée de l'avion. Les scénaristes ont finalement développé un nouveau scénario se déroulant dans une église qui servait de passage vers l'enfer, qui a été développé dans le film Sanctuaire, cette fois sans Bava mais avec Michele Soavi comme réalisateur. Sanctuaire n'a pourtant aucune continuité narrative avec Démons ou Démons 2. Dans Démons, les appartements privés sont montrés derrière un mur qui les reflète, de sorte que le seul lien entre les films est que le cinéma a été construit au-dessus de l'église où se déroule Sanctuaire, mais cela n'est jamais dit directement.
Un film de zombies à petit budget réalisé par Umberto Lenzi sort en 1991. Lenzi voulait qu'il s'appelle Black Demons, et il n'a pas apprécié que le film soit ensuite rebaptisé Démons 3 en vidéo, car certains ont cru qu'il s'agissait d'une suite de Démons et Démons 2 de Lamberto Bava, avec lesquels ce film n'a absolument rien à voir.